# Cameron Tatum
Cameron Tatum (ur. 20 lipca 1988 w Miami) – amerykański koszykarz, występujący na pozycjach rzucającego obrońcy oraz niskiego skrzydłowego, obecnie zawodnik Rio Claro Basquete.
16 września 2015 został zawodnikiem zespołu PGE Turów Zgorzelec. 12 listopada 2016 podpisał umowę z czarnogórską drużyną KK Mornar Basket Bar.
29 grudnia 2018 dołączył do brazylijskiego Rio Claro Basquete.

## Osiągnięcia
NCAA
- Uczestnik rozgrywek:
  - Elite Eight turnieju NCAA (2010)[4]
  - Sweet Sixteen turnieju NCAA (2008)[4]
- Wybrany do SEC Community Service Team (2012)[4]

Drużynowe
- Zdobywca Superpucharu Cypru (2013/14)[5]